# Национальный союз трудящихся Венесуэлы
Национальный союз трудящихся Венесуэлы (исп. Unión Nacional de Trabajadores de Venezuela, UNETE) — одно из ведущих профсоюзных объединений Венесуэлы. Основан 5 апреля 2003 года группой деятелей Конфедерации трудящихся Венесуэлы. С момента создания является союзником Единая социалистическая партия Венесуэлы, в целом следуя её политике.

## История
С прихода к власти в Венесуэле Уго Чавеса одним из самых принципиальных его оппонентов была социал-демократическая партия Демократическое действие и тесно связанная с ней Конфедерация трудящихся Венесуэлы, долгое время являвшаяся одним из крупнейших профцентров страны. В то же время Чавес пользовался большой популярностью среди венесуэльских рабочих, в том числе рядовых членов и низовых активистов профсоюзов, входящих в КТВ. Неудивительно, что античавистская ориентацией лидеров Конфедерации трудящихся и их тесные связи с оппозицией (в том числе участие в попытке переворота в 2002 году) у многих внутри самих профсоюзов вызывали недовольство.
6 и 7 сентября 2002 года в Каракасе прошло организованное сторонниками Чавеса Национальное собрание трудящихся за переоснования профсоюзного движения. На нём было принято решение создать новый профцентр, который, в отличие от КТВ, будет по настоящему демократической и классовой организацией.
5 апреля 2003 года в Каракасе состоялось Учредительное собрание, на котором было провозглашено создание Национального союза трудящихся Венесуэлы, являющегося альтернативой Конфедерации трудящихся. 1 и 2 августа того же 2003 года прошёл первый съезд новой организации. Имея поддержку Чавеса и тогдашней правящей партии Движение за Пятую республику, лидерам нового профсоюзного объединения удалось привлечь в него ряд профсоюзов, ранее входивших в КТВ. Благодаря этому, UNETE в короткие сроки стал крупнейшей федерацией профсоюзов в Венесуэле, охватив большую часть организованного рабочего класса Венесуэлы.
В Каракасе с 13 по 15 октября 2015 года под эгидой UNT прошёл Национальный конгресс молодых рабочих и производственников, на котором был создан Национальный союз трудящейся молодёжи (исп. Unión Nacional de Trabajadores de la Juventud)